# Shū Wada
Shū Wada (jap. 和田 周, Wada Shū; * 8. Oktober 1990) ist ein japanischer Badmintonspieler. 

## Karriere
Shu Wada wurde bei den Osaka International 2008, den Waikato International 2008 und den North Shore City International 2008 Dritter im Mixed. Bei den Osaka International 2011 belegte er Rang zwei im Doppel. Ein Jahr später startete er bei den Thailand Open, den US Open, der Asienmeisterschaft und den Macau Open.